# Voicu Bugariu
Voicu Bugariu (n. 6 iulie 1939, comuna Vâlcele, județul Covasna) este prozator și critic literar. Doctor în filologie la Universitatea din Iași cu o teză despre opera lui Marin Preda. Între 1966 – 1974, a fost redactor la revista „Astra” (Brașov), apoi, între 1974 – 1992, redactor la revista „Luceafărul” (București). Între 1990 - 1994 a fost corespondent la București al postului de radio "Deutsche Welle" din Köln. Între 1999 - 2006 a susținut o rubrică bisăptămânală în ziarul "Monitorul Expres" din Brașov. În 2008 - 2009 a susținut o rubrică în revista lunară "Astra" din Brașov.

## Biografie
Colaborări la revistele literare importante, jurnalistică politică în cotidiene.
Membru al Uniunii Scriitorilor din România din anul 1973.

### Premii literare
- Premiul CC al UTC, pentru Vocile vikingilor
- Premiul Asociației Scriitorilor din Brașov, pentru Incursiuni în literatura de azi
- Premiul Statueta de Argint, la Conferința Internațională a autorilor de literatură SF, Poznan (Polonia), 1973
- Premiul Opera Omnia, acordat de Asociația Scriitorilor din Brașov, 2012 și 2016

## Opera literară

### Romane
- Literații se amuzau (1983)
- Curajul (1985)
- Coborâre în ape (1986)
- Platforma (1988)
- August-Decembrie (1990)
- Monolog sub pat (2016).

### Romane (sub pseudonimul Paul Antim)
- Dispariția unui contabil (1977)
- Balaban și statuia (1981)
- Un Casanova călătorește spre iad (1992).

### Romane SF
- Sfera (1973, ediția a doua, 2013). În microromanul Sfera eroul cărții, scriitorul D. este absorbit de contemplarea sferei ficțiunii, imaginată de autor ca un sol al unui univers paralel. Finalul lucrării conține o addenda cu jurnalul postum al  scriitorului D. scris sub dictarea sferei - referință la legile biblice dictate lui Moise de către Dumnezeu.[1]
- Visul lui Stephen King (2002)
- Curtezana onestă și astrologul (2011, ediția a doua, 2014)
- Jocul zeilor (2017)
- Profetul naiv (2023)

### Romane și nuvele SF (sub pseudonimul Roberto R. Grant)
- Zeul apatiei (1998)
- Animalul de beton (1999)
- Generatorul de realitate (1998) (în CPSF 552-553 și 554-555)

### Povestiri
- „Mozart și moartea” (2003, online)
- Mozart și moartea” (2024)

### Colecții de povestiri SF
- Vocile vikingilor (1970, ediția a doua, 2013)

### Povestiri SF
- „Recital de balet vechi” (1966, Colecția de Povestiri Științifico-Fantastice)
- „Cercul iubirii” (1967)
- „Reîntoarcerea” (1968)
- „Scrisoare” (1969)
- „Vocile vikingilor” (1970). Reanimarea într-un viitor îndepărtat a unor navigatori vikingi găsiți într-un iceberg.
- „Lumea lui Als Ob” (1981, ediția a doua, 2010). Despre călătorii spațiale, o reinterpretare SF a călătoriilor lui Ulise.[2]

### Critică și istorie literară
- Incursiuni în literatura de azi (1971)
- Zaharia Stancu (1974)
- Patria și cuvântul poetic (1981)
- Analogon (1981)
- Existențe ironice. Personajele lui Marin Preda (2006, online)
- Ion Topolog: o mitologie a iubirii (2011, ediția a doua, 2019)
- Literați și sefiști. O confruntare de mentalități (2007)
- Amintirile unui sefist part-time și alte eseuri (2020)
- Furia zilelor. Jurnal adnotat 1972-2024 (2025 E-book)

### Reportaj
- Cuvintele unei călătorii (1981)